# Patio andaluso

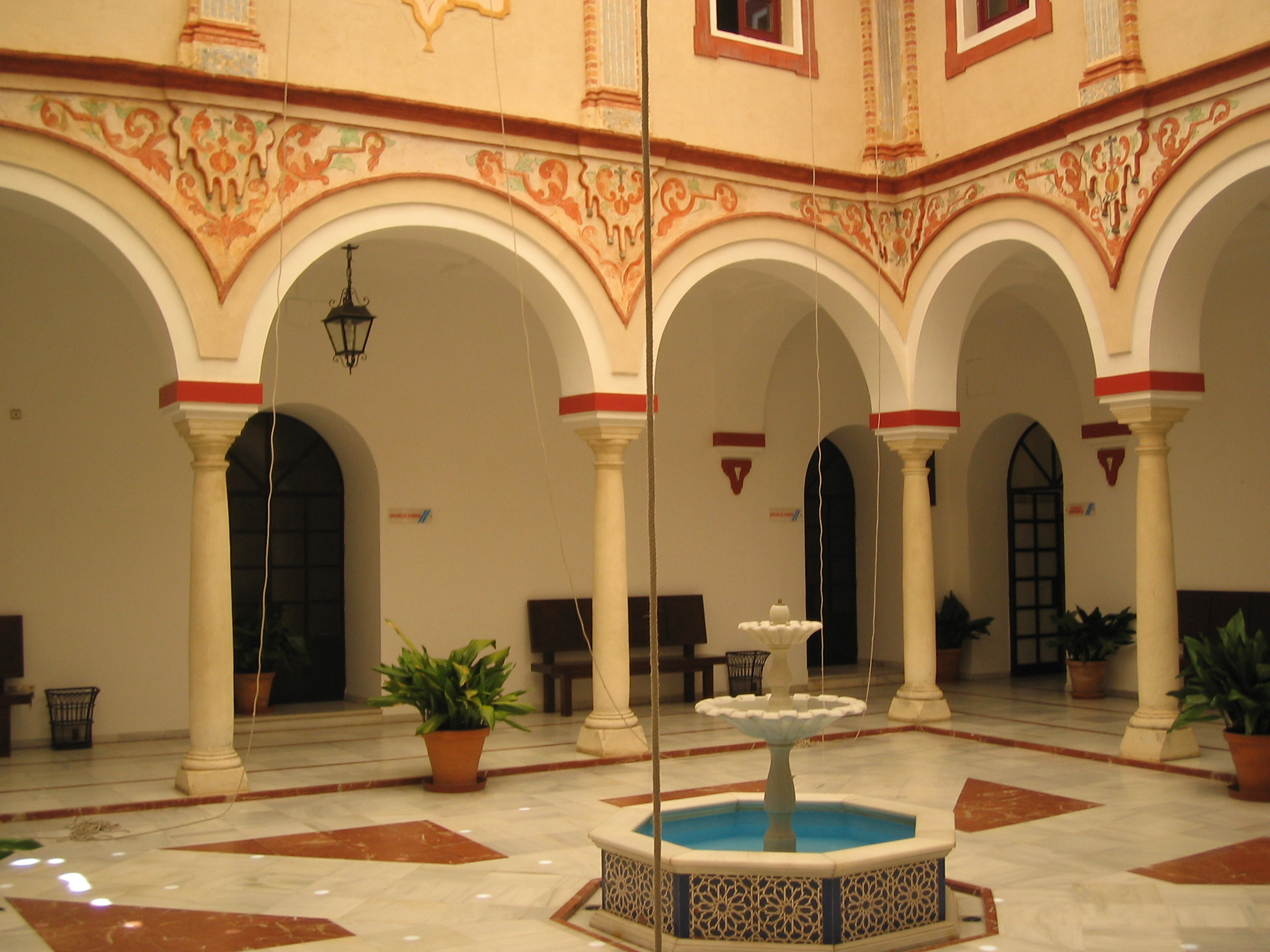
Tipico patio delle case di Siviglia.

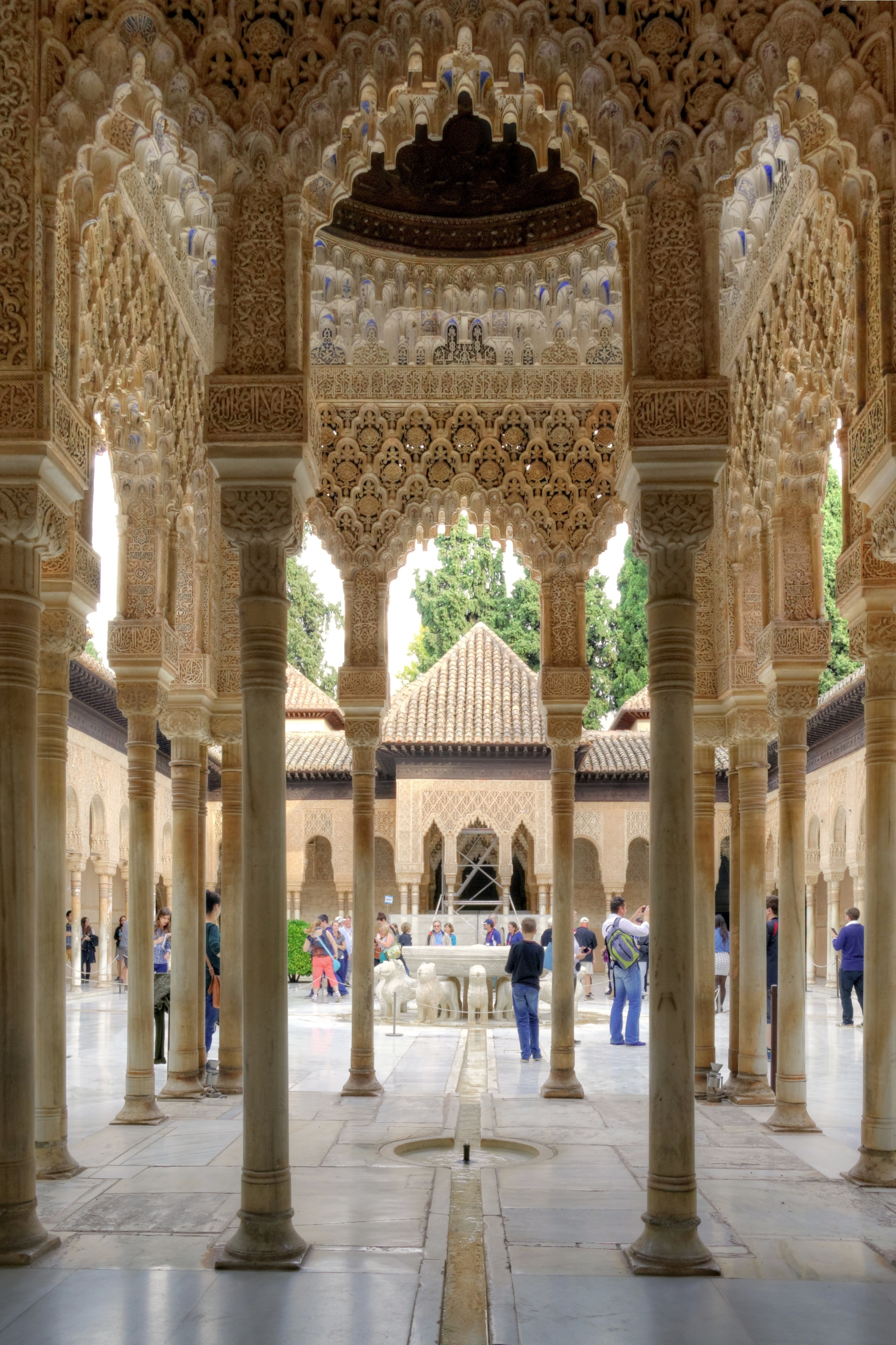
Patio dei Leoni (Patio de los Leones), Alhambra di Granada.

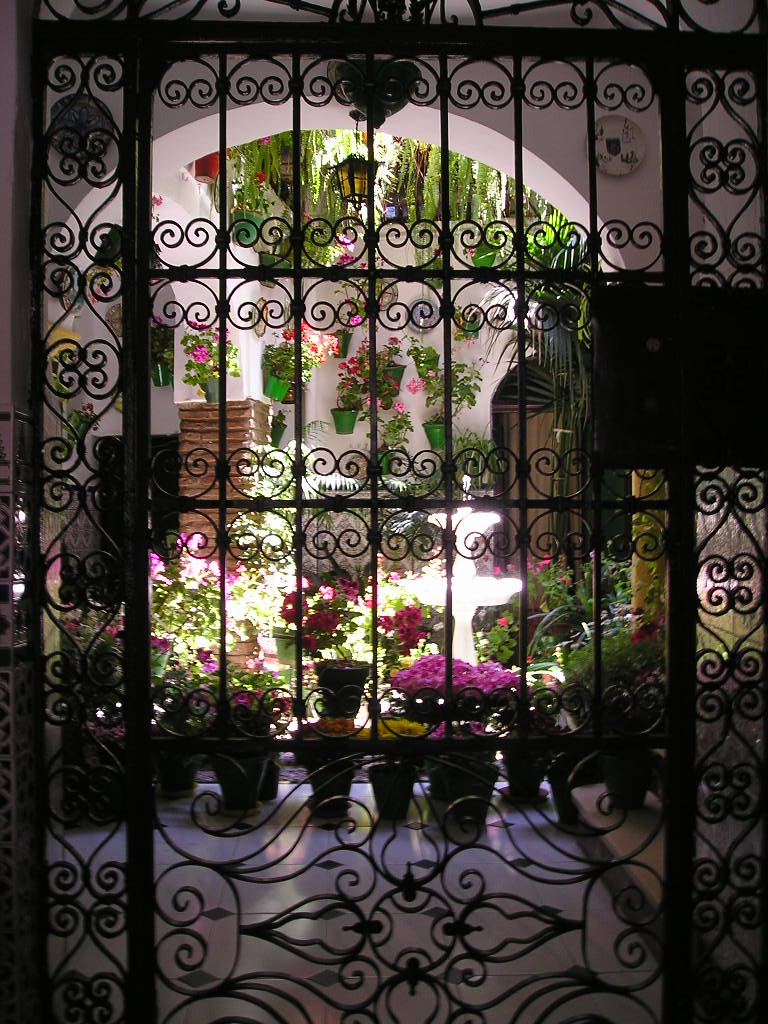
Patio di Cordova.

Il patio andaluso è uno spazio aperto centrale nelle case a corte di Al-Andalus (Spagna). I cortili in pietra sono un'evoluzione architettonica dell'atrio romano.

## Storia
È stata a lungo consuetudine decorare case e palazzi con ampi spazi aperti e giardini dominati da fiori profumati, fontane, canali, pozzi, stagni, affreschi con scene mitologiche e medaglioni di marmo (sulle pareti), creando forme ornate ma armoniose con l'intento di rappresentare il Giardino del paradiso come immaginato dagli architetti classici e musulmani.
Ci sono innumerevoli esempi in tutta la regione dell'Andalusia, con esempi importanti nell'Alhambra di Granada, nell'Alcázar di Siviglia e in molti altri edifici e case nel centro della città di Cordova.

## Architettura
Con l'evoluzione delle tendenze, l'aggiunta di finestre, recinzioni (in ferro battuto o legno), balconi e altri elementi che davano una vista sul giardino divenne una pratica comune. Alcuni di questi vennero progettati per offrire una vista del patio a chi stava all'interno facendo sì che non potessero essere visti da fuori.